# هرلی، بارکشر
هرلی (به انگلیسی: Hurley) یک روستا و محله مدنی در بریتانیا است که در ویندسور و میدنهد واقع شده‌است. هرلی ۱٬۸۵۴ نفر جمعیت دارد.